# O’Fallon (Missouri)
O'Fallon – miasto w Stanach Zjednoczonych, w stanie Missouri, w hrabstwie St. Charles. Jest częścią obszaru metropolitalnego Saint Louis. W 2019 roku liczy 88,7 tys. mieszkańców i jest siódmym co do wielkości miastem w stanie.